# Счастье Никифора Бубнова
«Счастье Никифора Бубнова» — советский драматический фильм, снятый на «киностудии имени Довженко» в 1983 году режиссёром Ролланом Сергиенко по мотивам повести Бориса Горбатова «Прощание». Снимался рядом с Донецком. Некоторые сцены фильма снимались летом 1983 года на шахте Петровская и в посёлке Собачёвка, расположенным рядом с шахтой в Петровском районе Донецка, в съёмках фильма принимали участия жители посёлка.

## Сюжет
Фильм-экранизация неоконченной повести писателя Бориса Горбатова «Прощание» повествует о белорусском крестьянине Никифоре, который в начале 1930-х годов приезжает в Донбасс заработать себе денег на лошадь. Работая на отстающей шахте коногоном Никифор привязывается к строптивой кобыле. Переживая жестокое отношение к лошади пытался вернуться с шахты, но остаётся, имея мечту выкупить лошадь и уже с ней вернуться на родину. Работающие рядом с главным героем шахтёры, становятся его друзьями.
Фильм рассказывает о десятилетии становления и развития стахановского движения на Донбассе, проблемах первой механизации и старых устоев в организации работы на шахте, сложностях адаптации новых шахтёров к своей новой профессии.

## В ролях
- Виталий Базин — Никифор Бубнов — главная роль;
- Ирена Куксенайте — Зинка, внучка деда Анисима;
- Николай Кириченко — Савка, коногон;
- Леонид Яновский — Пастушенко, парторг;
- Николай Гринько — Глеб Иванович Дедок;
- Богдан Бенюк — Очеретин, шахтёр;
- Дмитрий Франько — Прокоп Максимович;
- Владимир Олексеенко — Сиромаха;
- Сергей Голованов — Анисим, дед Зинки;
- Маргарита Криницына — гадалка с попугаем.